# Luisa Arrambide de Pacanins
Luisa Arrambide Roldán (La Guaira, Venezuela, 1797-San Juan, Puerto Rico, 27 de agosto de 1825), más conocida como Luisa Arrambide de Pacanins, fue una intelectual y patriota venezolana, partidaria de la independencia de su país.

## Biografía

Bandera usada en la conspiración Gual y España, movimiento independista fallido en el cual se acusaría a su padre Juan Javier de Arrambide de haber participado.

Luisa Arrambide nació en La Guaira en 1797. Sus padres fueron el comerciante vasco Juan Javier de Arrambide y Petronila Roldán. Ese mismo año de su nacimiento, a su padre se le acusó de participar en la conspiración de Gual y España, por lo que fue perseguido por las autoridades coloniales.
Posteriormente, su casa se convirtió en un centro de reuniones culturales, intelectuales y políticas en la cual participaron personajes de la época como Simón Bolívar y Tomás Montilla. De hecho, algunos historiadores señalan que Bolívar la cortejó, pero Arrambide lo rechazó por, entre otros motivos, hallarlo «muy pretensioso».
En 1814, tras la entrada del realista José Tomás Boves a Caracas, se le condenó a ser azotada de manera pública en la plaza de San Juan, actual plaza de Capuchinos. Bolívar, quien se encontraba en 1815 en la Jamaica británica, se referiría a este hecho en uno de sus artículos periodísticos y diría que la «bellísima Luisa Arrambide» había muerto tras el castigo. Sin embargo, esto no sucedió realmente. En cambio, se señala que Arrambide soportó el castigo sin derramar una lágrima. No obstante, su hermano Juan Javier sí sería asesinado tras la toma de Caracas por Boves.
Hacia 1820-1821 Arrambide se había establecido en Puerto Rico, cuando contrajo nupcias con Tomás Pacanins Nicolao, con quien tuvo cinco hijos. Al tener el último hijo fallecería a la edad de 28 años probablemente en San Juan en 1825, pese a haber recibido la asistencia del médico venezolano José María Vargas.